# Straight to... Number One
Straight to... Number One è un singolo del gruppo musicale jazz britannico Touch and Go, pubblicato nel novembre del 1999 dall'etichetta discografica V2.
La canzone è stata scritta da James Lynch, Vanesas Lancaster e David Lowe e prodotta da quest'ultimo, ed è stata inserita nell'album di debutto del gruppo, I Find You Very Attractive.

## Tracce
CD-Maxi (V2 VVR5009823 / EAN 5033197098234)
1. Straight to... Number One (Duck's Radio Mix) - 3:05
2. Straight to... Number One (The Cool Fish Mix) - 4:45
3. Straight to... Number One (Trailerman Go Latino Edit) - 5:01
4. Straight to... Number One (Dreamcatcher's Mix) - 3:36
5. Straight to... Number One (Duck's Instrumental) - 3:08

## Classifiche
| Paese    | Posizione massima |
| -------- | ----------------- |
| Svizzera | 70                |